# Инь и Ян (пьеса)
Инь и Ян — экспериментальная пьеса Бориса Акунина, созданная в 2005 году для Российского академического молодёжного театра. Выпущена отдельным изданием в 2006 году в издательстве «Захаров» (ИП Богат). Спектакль по этой пьесе поставлен на сцене ряда театров России.
Существует в двух версиях — чёрной (Инь) и белой (Ян), в которых помимо древнекитайских символов Солнца и Луны обыгрываются имена двух главных персонажей.

## Сюжет
В подмосковной усадьбе покойного миллионера и коллекционера восточных редкостей Сигизмунда Борецкого происходит оглашение его завещания. Наследниками становятся его племянница Инга (получает поместье и весь капитал) и племянник Ян, талантливый, но очень амбициозный студент-медик (получает лишь старый веер). Девушка чуть старше кузена и желает стать его женой (в белой версии из любви, в чёрной из корысти), тогда как Ян одержим лишь идеей получения вакцины от столбняка.
Приехавший в усадьбу Эраст Фандорин разъясняет значимость веера, имеющего две стороны — одну белую с китайским иероглифом Ян, другую чёрную с иероглифом Инь: если веером повернуть к себе чёрной стороной и произнести восемь раз сутру лотоса, то миру станет лучше, а хозяину веера хуже. Если же повернуть веер к себе белой стороной, то и эффект будет противоположным. Как оказалось, о ценности данного артефакта некоторые из присутствующих знали и до рассказа Фандорина, теперь же за магическим предметом начинается настоящая охота.
В чёрной версии веер несколько раз проявляет свои магические свойства, тогда как в белой версии эти возможности так и остаются неясными.

## Действующие персонажи
| Имя                          | Род занятий                                                      | Белая версия                       | Чёрная версия                   |
| ---------------------------- | ---------------------------------------------------------------- | ---------------------------------- | ------------------------------- |
| Эраст Петрович Фандорин      | чиновник по особым поручениям при московском генерал-губернаторе | ломает руку                        | ломает ногу                     |
| Маса                         | камердинер Фандорина                                             |                                    |                                 |
| Ян Казимирович Борецкий      | недоучившийся студент-медик                                      | главный злодей                     |                                 |
| Инга Станиславовна Борецкая  | его кузина                                                       | влюблена в Яна                     | главная злодейка                |
| Казимир Иосифович Борецкий   | отец Яна, опустившийся кутила-пьяница                            | умирает от яда                     | умирает от силы веера           |
| Станислав Иосифович Борецкий | отец Инги, чиновник                                              |                                    |                                 |
| Лидия Анатольевна Борецкая   | жена Станислав Иосифовича, мать Инги                             |                                    |                                 |
| Роберт Андреевич Диксон      | домашний врач                                                    | коллекционер, охотящийся за веером | деградант                       |
| Степан Степанович Слюньков   | нотариус                                                         | в итоге тяжело заболевает          | в итоге омолаживается           |
| Фаддей Поликарпович          | камердинер покойного хозяина усадьбы                             |                                    | играет ключевую роль в концовке |
| Аркаша                       | лакей                                                            | сообщник Яна                       | сообщник Инги                   |
| Глаша                        | горничная                                                        |                                    |                                 |
| Кролик                       | подопытное животное Яна                                          | белого цвета                       | черного цвета                   |